# Obstanserseehütte
Obstanserseehütte je horská chata I. kategorie rakouské sekce Rakouského alpského klubu ve východotyrolské části Karnských Alp. Je považována za důležitý opěrný bod na Karnské vysokohorské stezce.

## Poloha
Chata Obstanserseehütte se nachází na severním břehu jezera Obstanser See, podle kterého byla pojmenována, uprostřed malé údolní kotliny, která leží jen několik set metrů severně od hranice s italskou provincií Belluno.

## Historie

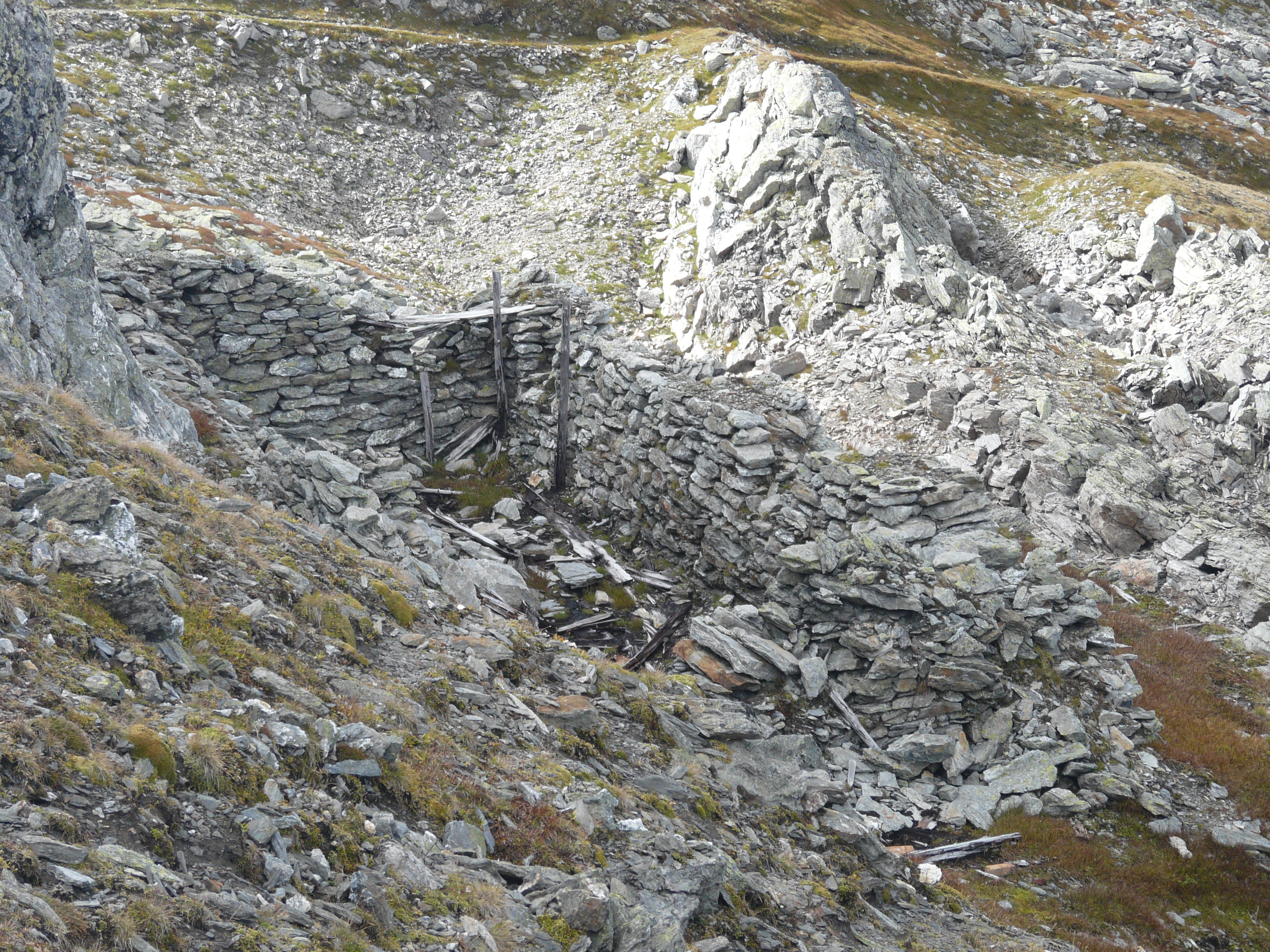
Zchátralá zbytky budovy z první světové války

V letech 1915 až 1917, během první světové války, se oblast dnešní chaty nacházela v bezprostřední blízkosti frontové linie mezi Rakouskem-Uherskem a Itálií na hlavním hřebeni Karnských Alp, který se táhl jižně. Během této doby byla také prodloužena cesta vedoucí z čela údolí Winklertal k chatě. Sloužila jako zásobovací linie pro rakouské jednotky působící v tomto úseku a musela být částečně vystřílena do skalní stěny. V okolí chaty Obstanserseehütte se nachází vojenský hřbitov vzdálený asi 20 minut a zničené zbytky četných postavení na hřebenové linii, které dodnes připomínají tuto krvavou kapitolu dějin.

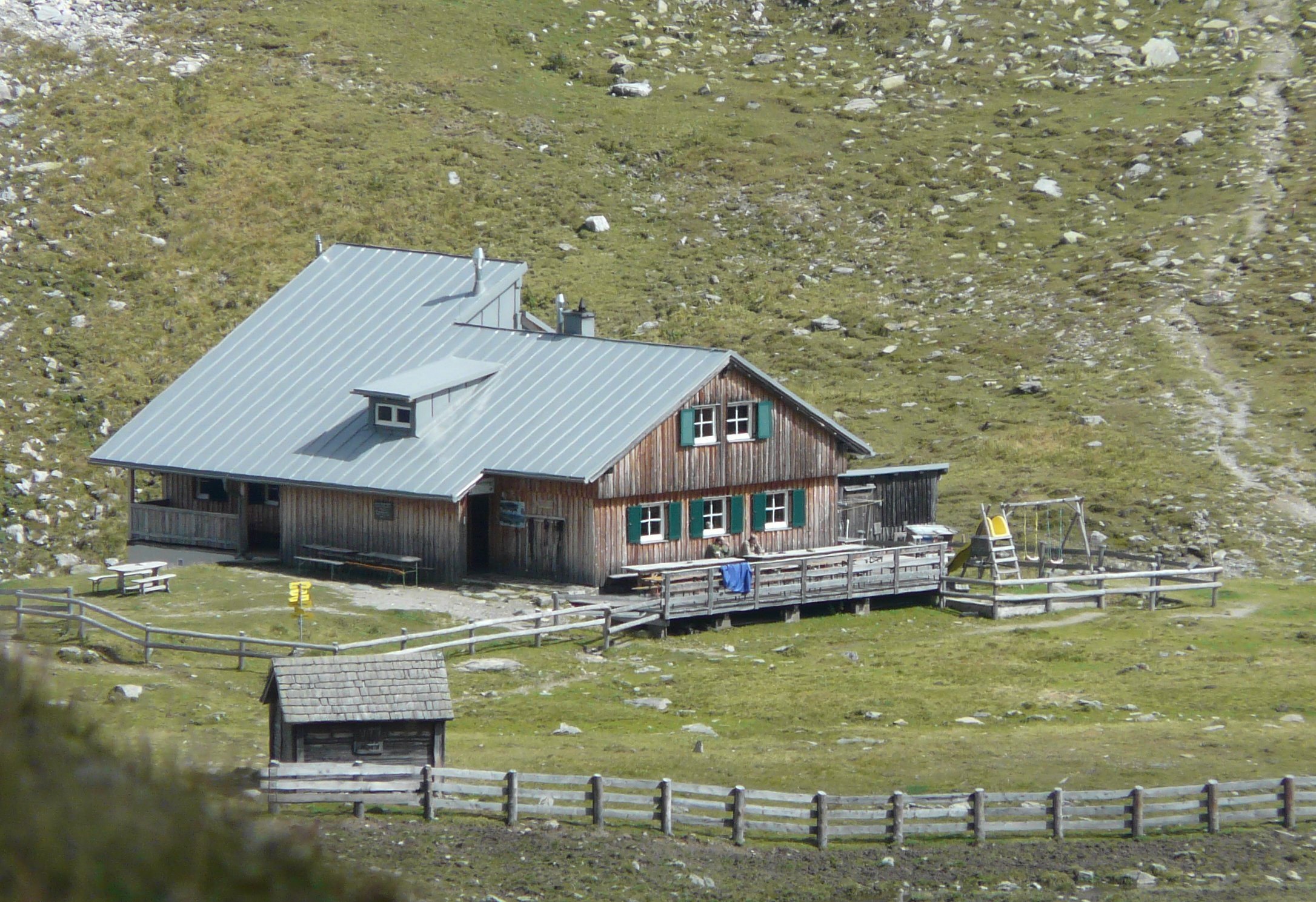
Chata Obstanserseehütte před rozšířením (2008)

První malá chata u Obstanser See byla postavena v roce 1929, měla jen velmi základní vybavení a nabízela pouze 14 míst k přenocování. V roce 1950 byla tato chata renovována, ale o třicet let později ji nahradila nová budova. Ačkoli nabízela 32 míst k přenocování, brzy se ukázalo, že je přesto příliš malá. Proto bylo v roce 1998 rozhodnuto o rozšíření chaty, které bylo realizováno o pět let později.

## Přístupy
Od severu z obce Kartitsch (1358 m)
- údolím Winklertal za 3 hodiny
- údolím Schustertal za 4,5 hodiny
- údolím Erschbaumertal za 4 hodiny

Od severozápadu ze Sillianu (1080 m) za 4 hodiny
Z jihozápadu od Kreuzbergpass (1636 m) za 4,5 hodiny

## Túry
Nejbližší chaty na stezce Karnischer Höhenweg jsou:
- Chata Sillianer Hütte (2447 m) za 4 hodiny
- Filmoor-Standschützenhütte (2350 m) za 3 hodiny
- Porzehütte (1942 m) za 6 hodin

## Dostupné vrcholy
- Roßkopf (2603 m) za 1,5 hodiny
- Pfannspitze (2678 m) za 1,25 hodiny
- Tscharrknollen (2482 m) za 2 hodiny